# Scorpaenodes kelloggi
Scorpaenodes kelloggi är en fiskart som först beskrevs av Jenkins, 1903.  Scorpaenodes kelloggi ingår i släktet Scorpaenodes och familjen Scorpaenidae. Inga underarter finns listade i Catalogue of Life.